# فرهنگ لا تن

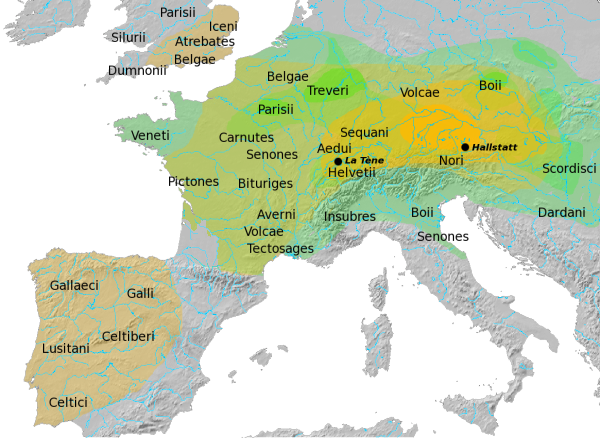
نمای کلی تمدن های هالشتات و لا تن. قلمرو اصلی هالشتات (حدود ۸۰۰ پ.م.) به رنگ زرد پررنگ و محدودهٔ تأثیر آن در سال ۵۰۰ پ.م. به رنگ زرد کمرنگ دیده می‌شود. قلمرو اصلی لا تن (حدود ۴۵۰ پ.م.) به رنگ سبز پررنگ و محدودهٔ تأثیر آن در سال ۵۰ پ.م. به رنگ سبز کمرنگ دیده می‌شود. قلمرو برخی قبایل اصلی سلتی مشخص شده‌است. اثر جان هیوود در اطلس دنیای سلتی (۲۰۰۱، ۳۰–۳۷)

تمدن لا تن یکی از تمدن‌های  عصرآهن بود که در عصر آهن پسین (از حدود سال ۴۵۰ پیش از میلاد تا تصرف توسط روم در سدهٔ یکم پیش از میلاد) شکل گرفت و رونق یافت. این تمدن بدون وقفهٔ تمدنی مشخصی جانشین تمدن هالشتات در عصر آهن اولیه شد و تأثیر قابل توجهی از اهالی یونانی پیشارومی گال، اتروسک‌ها و تمدن گلاسکا پذیرفت. هرچند سبک هنری آن به هیچ وجه وابسته به این اثرات مدیترانه‌ای نبود.
گسترهٔ قلمرو تمدن فرانسه، بلژیک، سوئیس، اتریش، انگلستان، جنوب آلمان، جمهوری چک و بخش‌هایی از شمال ایتالیا، اسلوونی و مجارستان و نیز بخش‌های مجاور این مناطق در هلند، اسلواکی، صربستان، کرواسی، ترانسیلوانی و ترانسکارپاتیای کنونی را شامل می‌شد. سلت‌های غرب ایبری اشتراکات بسیاری با این تمدن داشتند.
مرکز این تمدن در گل باستان بود؛ ولی در محدودهٔ وسیعی گسترش یافت و دچار تفاوت‌های محلی گسترده‌ای شد. وجه تمایز عمدهٔ آن نسبت به تمدن‌های پیشین و مجاور، هنر سلتی به سبک لا تن است که با چیدمان خمیده (به ویژه در کارهای فلزی) شناسایی می‌شود.
نام این تمدن از محوطه شاخص لا تن در کرانهٔ شمالی دریاچهٔ نوشاتل در سوئیس گرفته شده‌است. هزاران شیء در این دریاچه مدفون شده‌بود که پس از کاهش سطح آب در سال ۱۸۵۷ کشف شد.

## تقسیم‌بندی زمانی
اشیاء خارجی مدفون در مقبره‌ها نشانگر ارتباطات وسیع از طریق تجارت هستند. می‌توان تأثیر سبک منابع اتروسک، ایتالیایی، یونانی، داسی و سکایی بر مواد فرهنگی لا تن را تأیید کرد. سفال‌های یونانی قابل تاریخ‌گذاری و تحلیل بر پایهٔ روش‌های علمی از جمله درخت‌گاه‌شماری و تاریخ‌گذاری گرماتابی به شناسایی محدودهٔ زمانی دقیق برخی محوطه‌های لا تن کمک می‌کند.
ابتدا فرهنگ لا تن بر پایهٔ یافته‌های فلزی به سه دورهٔ اولیه، میانی و متأخر تقسیم شده‌بود. هرچند حملهٔ روم فرهنگ را به شدت در هم شکست، ولی بسیاری از عناصر آن در فرهنگ‌های گلی رومی و رومی بریتانیایی باقی ماند. منطقهٔ تحت تأثیر این فرهنگ دارای وحدت اجتماعی سیاسی نبود و ارتباط زبانی در گسترهٔ مواد فرهنگی آن محل بحث است.
اکنون بر پایهٔ نظر پاول راینکه، دورهٔ زمانی باستان‌شناختی این فرهنگ عمدتاً به چهار زیردوره تقسیم می‌شود.
| تیشلر (۱۸۸۵) | راینکه (۱۹۰۲) | تاریخ       |
| ------------ | ------------- | ----------- |
| لا تن I      | لا تن A       | ۴۵۰-۳۸۰ پ.م |
| لا تن I      | لا تن B       | ۳۸۰-۲۵۰ پ.م |
| لا تن II     | لا تن C       | ۲۵۰-۱۵۰ پ.م |
| لا تن III    | لا تن D       | ۱۵۰-۱ پ.م   |

## تاریخچه
در حدود سال‌های ۶۵۰ تا ۴۵۰ پیش از میلاد، فاز نهایی فرهنگ هالشتات در اروپای مرکزی گسترش یافته بود و انتقال فرهنگ در این منطقه تدریجی بود. آثار آن از دست‌ساخته‌های سبک لا تن شناسایی شد. این دست‌ساخته‌ها ابتدا در لبهٔ غربی ناحیهٔ هالشتات کهن بروز یافت.
هرچند توافقی دربارهٔ محدودهٔ دقیق شکل‌گیری اولیهٔ فرهنگ لا تن وجود ندارد، ولی اجماع گسترده‌ای در خصوص مرکزیت این فرهنگ در لبه‌های شمال غربی فرهنگ هالشتات، شمال آلپ، وجود دارد. قلمرو آن از غرب به درهٔ مارن و موزل و بخشی از راینلاند و از شرق به انتهای غربی هستهٔ هالشتات در محدودهٔ بایرن، چک، اتریش و سوئیس کنونی محدود بود.
در سال ۱۹۹۴ مقبره‌ای از سدهٔ پنجم پیش از میلاد در گلاوبرگ ایالت هسن حفاری شد. این ناحیه قبلاً در محدودهٔ پیرامونی هستهٔ لا تن در نظر گرفته می‌شد. خود محوطهٔ لا تن نیز در نزدیکی لبهٔ جنوبی هستهٔ اصلی بود.
اسکان موفقیت‌آمیز یک گروه یونانی در ماسالیا (شمال مارسی کنونی) در ساحل مدیترانه، تجارت بزرگی با مناطق هالشتات در حوضهٔ آبریز رون و سون ایجاد کرد. مدافن اولیهٔ لا تن مانند مقبرهٔ ویکس در بورگونی شامل محصولات تجملاتی وارداتی در کنار دست‌ساخته‌های محلی است. بیشتر مناطق تحت سلطهٔ رؤسای قبیله‌ای بود که در تپه‌قلعه‌ها زندگی می‌کردند؛ در حالی که مردم معمولی در روستاهای کوچک یا مزارع ساکن بودند.
تا سال ۵۰۰ پیش از میلاد قلمرو اتروسک‌ها در شمال ایتالیا گسترش یافت و با سلت‌ها هم‌مرز شدند. سپس تجارت در آلپ جانشین تجارت با یونانی‌ها شد و مسیر رون افول کرد. مناطق پررونق شامل راین میانی (با معادن بزرگ آهن)، ناحیه‌های مارن و شامپانی و نیز بوهم بودند. بی‌شک، ارتباطات تجاری و ثروت در ایجاد سبک لا تن نقش داشت؛ هرچند بزرگی اهمیت آن هنوز مورد بحث است.
بری کانلیف از محلی شدن فرهنگ لا تن در سدهٔ پنجم پیش از میلاد یاد می‌کند. دو مرکز قدرت و نوآوری در این دوران پدید آمد: یکی در ناحیهٔ مارن-موزل در غرب که از طریق گردنه‌های آلپ، با درهٔ پو و فرهنگ گلاسکا ارتباطات تجاری داشت و دیگری در ناحیهٔ بوهم در شرق که از طریق مسیرهای شرقی آلپ و فرهنگ ونتی ارتباطات مجزایی با دریای آدریاتیک داشت.
در سدهٔ چهارم پیش از میلاد فرهنگ لا تن از مبدأ خود از طریق چند مهاجرت بزرگ، به مناطق وسیعی در اروپا شامل فرانسه، آلمان، اروپای مرکزی، هیسپانیا، شمال و مرکز ایتالیا، بالکان و آسیای صغیر راه یافت. در همین زمان دست‌ساخته‌های سبک لا تن در بریتانیا و اندکی بعد در ایرلند نیز ظهور یافتند.
از حدود سال ۴۰۰ پیش از میلاد، شواهد تجارت مدیترانه‌ای کمتر می‌شود. دلیل آن شاید گسترش جمعیت سلت‌ها باشد. آنان به سوی جنوب و غرب مهاجرت کردند و درگیری‌هایی با مردم ساکن در این مناطق شامل اتروسک‌ها و رومی‌ها پدید آوردند. همچنین به نظر می‌رسد جمعیت ساکن در بیشتر مراکز اصلی لا تن بسیار ناپایدارتر و بیشتر در معرض جنگ بوده‌اند. در حدود سال ۳۸۷ پیش از میلاد، سلت‌ها به رهبری برنوس رومیان را شکست دادند و رم را غارت کردند و خود را به عنوان اصلی‌ترین تهدید برای سرزمین اصلی روم تثبیت کردند. این شرایط در زمان جنگ‌های روم و گل و تا زمان فتح نهایی گل توسط ژولیوس سزار در سال ۵۸ تا ۵۰ پیش از میلاد ادامه داشت. رومیان از پیشروی سلت‌ها در جنوب رم جلوگیری کردند؛ ولی در سوی دیگر دریای آدریاتیک گروه‌هایی از بالکان گذشتند و به یونان رسیدند. دلفی در سال ۲۷۹ پ.م. مورد حملهٔ سلت‌ها قرار گرفت. به آسیا نیز هجوم بردند و گالاتیا را در بخش سلتی آناتولی بنا کردند. در این زمان، سبک لا تن در حال گسترش در جزایر بریتانیا بود؛ هرچند ظاهراً جابجایی جمعیتی قابل توجهی به همراه نداشت.
پس از حدود ۲۷۵ پ.م. گسترش روم به منطقهٔ لا تن آغاز شد و نخستین گام آن، فتح گالیا چیسالپینا بود. فتح گل سلتی در سال ۱۲۱ پ.م. آغاز شد و با جنگ‌های گالی در دههٔ ۵۰ پ.م. تکمیل شد. فرهنگ گل به سرعت با فرهنگ رومی ممزوج شد و به رشد فرهنگ گلی-رومی در دوران باستان متأخر کمک کرد.

## مواد فرهنگی
فلزکاری لا تن از جنس مفرغ، آهن و طلا، حاصل توسعهٔ فناوری فرهنگ هالشتات است. ویژگی این سبک، مارپیچ‌های ترکیبی کنده‌کاری شده روی ظروف، کلاه‌خودها و سپرهای کوچک مفرغی، یراق اسب و جواهرات و به‌ویژه گردنبندهای حلقه‌ای با نام تورک و گیره‌هایی با نام فیبولا است. مشخصهٔ آن، شکل‌های جانوری و گیاهی منحنی ظریف به همراه سنت الگوهای هندسی هالشتات است.
هنر و فرهنگ سبک اولیهٔ لا تن شامل تزئینات ایستا و هندسی بود؛ ولی با انتقال به سبک پیشرفته، به قالب‌هایی حرکت‌محور مانند تریسکلیون تغییر یافت. برخی زیرمجموعه‌های سبک پیشرفته مانند طومار مارپیچ بازگشتی سبک والدآلگ‌هایم شامل روندهای طراحی خاص‌تری بودند.
مردم لا تن ابتدا در سکونت‌گاه‌هایی فراخ می‌زیستند که تحت سلطهٔ تپه‌قلعه‌های رؤسای قبایل بود. گسترش شهرها در میانهٔ فرهنگ لا تن مشاهده می‌شود. خانه‌های لا تن بیشتر چوبی بودند تا سنگی. مردم لا تن چاه‌هایی برای تشریفات مذهبی حفر کرده‌بودند که پیشکش‌های نذری و حتی قربانیان انسانی در آنها انداخته می‌شد. مقبره‌ها شامل سلاح، ارابه و محصولات خانگی بود که پیوند قوی با زندگی پس از مرگ را نشان می‌داد.
مقبره‌ها وجود شبکهٔ تجاری گسترده را نیز آشکار می‌کند. در ویکس فرانسه، زنی اشراف‌زاده از سدهٔ ششم پ.م. با همزن شراب مفرغی ساخت یونان دفن شده‌بود. صادرات نواحی فرهنگ لا تن به فرهنگ‌های مدیترانه، بر پایهٔ نمک، قلع، مس، کهربا، پشم، چرم، خز و طلا بود. مصنوعات رایج فرهنگ لا تن در مناطق دوردستی از جمله اسکاندیناوی، شمال آلمان، لهستان و بالکان نیز کشف شده‌اند. در واقع می‌توان با وجود این که چنین مناطقی هرگز بخشی از فرهنگ لا تن نبودند، ولی از طریق تجارت با آن ارتباط داشتند، می‌توان دربارهٔ دورهٔ لا تن در این مناطق سخن گفت.

## نژادشناسی
اهالی فرهنگ لا تن مردمانی بودند که نزد نژادشناسان باستان با نام گل یا سلت شناخته شده‌بودند. فرهنگ سلتی باستان ادبیات نوشتاری نداشت؛ ولی نمونه‌های معدودی سنگ‌نوشته با الفبای یونانی یا لاتین موجود است که به بازسازی ناقص زبان سلتی قاره‌ای کمک می‌کند.
دانش کنونی دربارهٔ این ناحیهٔ فرهنگی از سه منبع استخراج شده‌است: شواهد باستان‌شناسی، اسناد ادبی یونانی یا لاتین و شواهد نژادشناسی که برخی بازمانده‌های هنری و فرهنگی لا تن را در نواحی سنتی سلتی در اروپای غربی نشان می‌دهد. بعضی از جوامعی که از دیدگاه باستان‌شناسی به عنوان فرهنگ لا تن شناخته شده‌اند، از نظر نویسندگان یونانی و رومی سدهٔ پنجم پ.م. به بعد، سلت یا گل نامیده شده‌اند. هرودوت به درستی سلت‌ها را در سرچشمهٔ دانوب در قلب فرهنگ لا تن جانمایی کرد.

## محوطه
محوطهٔ شاخص لا تن در کرانهٔ شمالی دریاچهٔ نوشاتل در سوئیس و در محل ورود رود تیل به دریاچه قرار دارد. در سال ۱۸۵۷ پس از خشکسالی طولانی، آب دریاچه حدود دو متر پایین رفت. هانسلی کوپ که در حالی جستجوی آثار باستانی برای سرهنگ فریدریش شواب بود، در شمالی‌ترین بخش دریاچه، بین رودخانه و نقطه‌ای در جنوب روستای اپانیه، چند ردیف ستون چوبی کشف کرد که ۵۰ سانتی‌متر درون آب قرار داشتند.  کوپ حدود ۴۰ شمشیر آهنی از میان این ستون‌ها جمع‌آوری کرد. 
فردیناند کلر، باستان‌شناس سوئیسی، یافته‌های خود دربارهٔ آبسراهای سوئیسی را در نخستین گزارش تأثیرگذار خود در سال ۱۸۶۸ منتشر کرد. او در سال ۱۸۶۳ آثار باقیمانده را روستایی سلتی ساخته شده روی ستون‌ها دانست. چندی بعد، ادوارد دسور زمین‌شناس نوشاتلی حفاری در ساحل دریاچه را آغاز کرد و به این نتیجه رسید که محوطه مربوط به یک اسلحه‌خانه است که روی ستون‌هایی در دریاچه ساخته شده و بعداً توسط دشمن نابود شده‌است.
پس از نخستین کاهش عمق سیستماتیک دریاچه‌های سوئیس از سال ۱۸۶۸ تا ۱۸۸۳ میلادی، محوطه کاملاً خشک شد. در سال ۱۸۸۰ امیل ووگا معلم اپاینیری آثار چوبی باقیماندهٔ دو پل که طول اولیهٔ آن‌ها بیش از ۱۰۰ متر بود و روی رود کوچک تیل ساخته شده‌بودند، کشف کرد. همچنین آثاری از پنج خانه را در ساحل یافت. سپس ف. بورل حفاری را آغاز کرد. در سال ۱۸۸۵ کانتون از انجمن تاریخ نوشاتل درخواست کرد حفاری را ادامه دهد و نتایج آن در همان سال توسط ووگا منتشر شد.
در کل بیش از ۲۵۰۰ شیئ عمدتاً فلزی در لا تن استخراج شده‌است. بیشتر این اشیاء سلاح هستند که شامل ۱۶۶ شمشیر، ۲۷۰  سرنیزه و ۲۲ سرسپر می‌شود. افزون بر این ۳۸۵ سنجاق سینه، ابزار و بخش‌هایی از گردونه کشف شده‌اند. شماری استخوان انسان و حیوان نیز یافت شده‌است. محوطه از سدهٔ سوم پ.م. مورد استفاده قرار گرفته، اوج فعالیت آن در حدود سال ۲۰۰ پ.م. بوده و در حدود سال ۶۰ پ.م. متروکه شده‌است. برخی محققان اعتقاد دارند پل بر اثر افزایش عمق آب از بین رفته، در حالی که برخی دیگر آن را محلی برای انجام قربانی پس از نبردی پیروزمندانه می‌دانند.